# Amphicorina pacifica
Amphicorina pacifica is een borstelworm uit de familie Sabellidae.
De wetenschappelijke naam van de soort werd in 1972 gepubliceerd door Rullier.